# 이재 (1680년)
이재(李縡, 1680년~1746년)은 조선의 학자이다. 본관은 우봉. 자는 희경(熙卿), 호는 도암(陶庵)·한천(寒泉)이다

## 생애
이재는 김창협의 문인으로서 숙종의 처조카이자 노론을 대표하는 핵심인물들의 가까운 친인척으로서 노론의 중심인물로 활동했다. 김창협의 문인이다. 여흥부원군 민유중의 외손자이며 민진후, 민진원, 인현왕후의 친조카이고, 오두인의 사위이다. 작은 어머니인 안동 김씨는 김수흥의 딸이며, 아내 해주 오씨는 김창협의 사위인 오진주의 누이이기도 하다. 숙종의 처조카이자 노론을 대표하는 핵심인물들의 가까운 친인척으로서 노론의 중심인물로 활동했다.
숙종 28년(1702년) 알성문과에 급제하여 관계에 진출하였으며, 《단종실록(端宗實錄)》 편찬에 참여했다. 숙종 42년에 승지에 이르러 ‘가례원류(家禮源流)’시비가 일어나자 노론 측에 가담하여 소론을 통박했고, 숙종 45년 영남균전사(嶺南均田使)로 나가 토지정책을 논하다가 파직당한 적도 있었다. 신임사화(辛壬士禍) 직후 관직을 버리고 인제에 들어가 성리학 연구에 전심하다가 영조 1년에 이조참판을 지냈다. 영조 17년에는 예문관 제학, 영조 19년에는 우참찬 등에 임명되었으나 나아가지 않았다. 시호는 문정(文正).

## 평가
그는 조선 후기 성리학계의 대가로서 인물성동이논쟁(人物性同異論爭)에 있어 이간의 학설을 지지하여, 한원진 등의 호론(湖論)을 반박, 낙론(洛論)의 대표적 이론가로 알려져 있다. 낙론을 지지하면서도 유기설(唯氣說)에는 반대하고, “마음을 말함에 기(氣)만을 가지고 단언할 수는 없으며 기가 이보다 승(勝)하면 난(亂)하고 이가 기보다 승하면 치(治)하니” 성현의 말씀의 진실은 ‘이위기주(理爲氣主)’의 네 글자밖에 없다고 하였다. 즉 그는 기일원론(氣一元論)이 독단에 빠질 위험성을 경고하고, 율곡의 본의에 따라 온건론을 취하고 주리파와의 절충·타협의 가능성을 보여주었던 것이다.

## 저서
《율곡전서(栗谷全書)》를 산정(刪定)했으며, 저서로 《도암집(陶庵集)》, 편서(編書)로 《근사심원(近思尋源)》,《존양록(尊攘錄)》, 《주자어류초절(朱子語類抄節)》 등이 있다.

## 가족관계
- 증조 : 이유겸(李有謙, 1586~1663) - 장례원판결사(掌隷院判決事), 호조참의(戶曹參議).
- 증조모 : 파평윤씨(坡平尹氏) - 윤홍유(尹弘裕)의 딸
  - 조부 : 이숙(李䎘, 1626~1688) - 1648년 진사, 1655년 문과, 우의정. 시호는 충헌(忠獻).
  - 조모 : 반남박씨(潘南朴氏) - 첨지중추부사 박호(朴濠, 1586~?)의 딸. 1609년 진사.
    - 부 : 이만창(李晩昌, 1654~?) - 1675년 진사.
    - 모 : 여흥민씨(驪興閔氏) - 여양부원군(驪陽府院君) 민유중(閔維重, 1630~1687)의 딸. 민진후(閔鎭厚, 1659~1720)의 동복누나이자 인현왕후(仁顯王后)의 동복언니. 1648년 진사, 1650년 문과, 시호는 문정(文貞). 무육(無育).
      - 전부인 : 해주오씨(海州吳氏) - 오두인(吳斗寅, 1624~1689)의 딸. 1648년 진사, 1649년 문과, 공조판서(工曹判書). 시호는 충정(忠貞). 해창위(海昌尉) 오태주(吳泰周, 1668~1716)의 부친.
      - 후부인 : 남양홍씨(南陽洪氏[唐]) - 상의원첨정(尙衣院僉正) 홍우현(洪禹賢, 1654~?)의 딸. 1682년 진사.
        - 장남 : 이석백(李錫百) - 8살에 요절
        - 차남 : 이제원(李濟遠, 1709~1752) - 1736년 문과, 사간원대사간(司諫院大司諫).
        - 자부 : 풍산홍씨(豐山洪氏) - 동지돈녕부사(同知敦寧府事) 홍중복(洪重福, 1670~?)의 딸. 1699년 진사. 영안위(永安尉) 홍주원(洪柱元, 1606~1672)의 손자.
          - 손자(1) : 이목(李木)
          - 손부 : 안동김씨(安東金氏[新]) - 김문행(金文行, 1701~1754)의 딸. 1727년 진사, 1746년 문과, 사간원대사간(司諫院大司諫). 
            - 증손자(양자) : 이광헌(李光憲, 1764~?) - 1795년 생원, 1814년 문과. 이조참판(吏曹參判). 생부는 이화(李禾).
            - 증손부 : 은진송씨(恩津宋氏) - 현감(縣監) 송치연(宋致淵)의 딸. 동춘당(同春堂) 송준길(宋浚吉) 5세손.

          - 손자(2) : 이화(李禾) - 상주목사(尙州牧使)
          - 손부 : 동래정씨(東萊鄭氏) - 정홍상(鄭弘祥, 1700~1729)의 딸. 1726년 생원·진사, 1727년 문과, 부수찬(副修撰)
          - 손부 : 평산신씨(平山申氏) : 신광휴(申光休)의 딸
          - 손부 : 안동김씨(安東金氏[舊])- 김정규(金鼎揆)의 딸
          - 손부: 경주최씨(慶州崔氏) : 최항진(崔恒鎭, 1738~?)의 딸. 1765년 진사
            - 증손자(양자) : 이휘정(李輝正, 1780~1850) - 초명은 이광정(李光正). 생부는 이채(李采)
            - 증손부 : 임천조씨(林川趙氏) - 조학운(趙學雲)의 딸.

          - 손자(3) : 이뢰(李耒, 1733~1756) - 명릉참봉(明陵參奉), 이조참판(吏曹參判)을 증직. 이명빈(李命彬)의 양자가 됨.
          - 손부 : 해평윤씨(海平尹氏, 1732~1809) - 홍문관교리(弘文館校理) 윤득경(尹得敬, 1702~1742)의 딸. 1726년 진사, 1736년 문과
          - 손부: 남양홍씨(南陽洪氏[唐]) : 홍계함(洪啓涵)의 딸
            - 증손자(양자) : 이광유(李光裕, 1761~1800) - 초명은 이광은(李光殷). 1783년 진사, 이조 판서(吏曹判書)를 증직.
            - 증손부 : 안동김씨(安東金氏[新]) - 김이인(金履仁)의 딸. 이조판서 김희순(金羲淳, 1757~1821)의 부친.

          - 손자(4) : 이래(李來, 1739~?) - 1768년 진사
          - 손부 : 남양홍씨(南陽洪氏[唐]) - 홍익철(洪益喆, 1723~?)의 딸. 1750년 진사.
            - 증손자(양자) : 이휘승(李輝承, 1771~?) - 본명 이광승(李光承). 능주목사(綾州牧使). 생부는 이숭(李崧).
            - 증손부 : 청풍김씨(淸風金氏) - 교리 김종선(金鍾善, 1741~?)의 딸. 1771년 문과.
            - 증손서 : 조길철(趙吉喆) - 감찰(監察)
            - 증손서 : 유상주(兪常柱) - 현령(縣令)

          - 손자(5) : 이채(李采, 1745~1820) - 1774년 진사, 동지중추부사(同知中樞府事). 의정부좌찬성(議政府左贊成)을 증직받고 시호는 문경(文敬).
          - 손부 : 양주조씨(楊州趙氏) - 이조참판 조영순(趙榮順, 1725~1775)의 딸. 1751년 문과 급제.
            - 증손자 : 이광문(李光文, 1778~1838) - 양자가 됨.
            - 증손부 : 창원황씨(昌原黃氏) - 연천현감(漣川縣監) 황재정(黃載鼎)의 딸.

          - 손자(3) : 이뢰(李耒, 1733~1756) - 명릉참봉(明陵參奉), 이조참판(吏曹參判)을 증직. 이명빈(李命彬)의 양자가 됨.
          - 손부 : 해평윤씨(海平尹氏, 1732~1809) - 홍문관교리(弘文館校理) 윤득경(尹得敬, 1702~1742)의 딸. 1726년 진사, 1736년 문과
            - 증손자(양자) : 이광유(李光裕, 1761~1800) - 초명은 이광은(李光殷). 1783년 진사, 이조 판서(吏曹判書)를 증직. 생부는 이숭(李崧).
            - 증손부 : 안동김씨(安東金氏[新]) - 김이인(金履仁)의 딸.

          - 손자(4) : 이래(李來, 1739~?) - 1768년 진사
          - 손부 : 남양홍씨(南陽洪氏[唐]) - 홍익철(洪益喆, 1723~?)의 딸. 1750년 진사.
            - 증손자(양자) : 이휘승(李輝承, 1771~?) - 본명 이광승(李光承). 능주목사(綾州牧使). 생부는 이숭(李崧).
            - 증손부 : 청풍김씨(淸風金氏) - 교리 김종선(金鍾善, 1741~?)의 딸. 1771년 문과.

          - 손자(5) : 이채(李采, 1745~1820) - 1774년 진사, 동지중추부사(同知中樞府事). 의정부좌찬성(議政府左贊成)을 증직받고 시호는 문경(文敬).
          - 손부 : 양주조씨(楊州趙氏) - 이조참판 조영순(趙榮順, 1725~1775)의 딸. 1751년 문과 급제.
            - 증손자 : 이광문(李光文, 1778~1838) - 1801년 진사, 1807년 문과. 이조판서. 시호는 문간(文簡).
            - 증손부 : 창원황씨(昌原黃氏) - 연천현감(漣川縣監) 황재정(黃載鼎)의 딸.
            - 증손자 : 이광헌(李光憲) - 이목(李木)의 양자가 됨.
            - 증손서 : 황기찬(黃基瓚, 1775~?) - 1801년 진사
            - 증손서 : 박제현(朴齊賢)
            - 증손서 : 김병규(金炳珪)
            - 증손자(서자) : 이광시(李光始)
            - 증손자(서자) : 이광세(李光世)
            - 증손서(서녀) : 김예순(金藝淳)

          - 손녀사위 : 서익수(徐翼修)
            - 외손자 : 서유곡(徐有穀)

          - 손녀사위 : 김건주(金健柱) - 산청현감(山淸縣監), 노직 첨추(老職僉樞)
            - 외손자 : 김노선(金魯善)
            - 외손자 : 김노송(金魯頌)
            - 외손자 : 김노종(金魯鍾, 1764) - 1804년 진사, 현령(縣令)

          - 손녀사위 : 김두남(金斗南) - 무육(無育)
          - 손녀사위 : 남일구(南一耉, 1740~?) - 1768년 진사
            - 외손자 : 남종헌(南宗獻)
            - 외손서 : 송정래(宋鼎來)

          - 손녀사위 : 조병진(趙秉鎭)
            - 외손자 : 조정(趙瀞)

          - 손녀사위 : 정원수(鄭元綏)
            - 외손자 : 정세우(鄭世祐, 1762~1802) - 1798년 진사
            - 외손자 : 정세정(鄭世禎)
            - 외손서 : 홍낙선(洪樂宣) - 감역(監役)

          - 손녀사위 : 김치광(金致廣)

        - 사위 : 참봉(參奉) 유언흠(兪彥欽)

## 관련 문화재
- 이재 선생 묘 - 용인시의 향토유적 제35호